# Баган
Баган (на бирмански: ပုဂံ, бивш Паган) е древен град в област Мандалай, Мианмар с исторически статут. Намира се в сухите средни равнини на страната, на източния бряг на река Иравади, на 140 km югозападно от град Мандалай.
От 9 до 13 век е столица на древното Паганско царство, което обединява регионите, по-късно превърнали се в съвременен Мианмар. Бил е населяван от 50 до 200 хил. души. Днес на мястото на древния град се намира археологическа зона с хиляди пагоди, храмове, ступи, манастири (общо 3822 на брой).
През 2019 г. градът е включен в списъка на световното културно и природно наследство на ЮНЕСКО. Това го превръща в основна атракция в зараждащата се туристическа индустрия в страната. Това е един от най-големите археологически обекти в света.

## Побратимени градове
- Луанпрабан, Лаос
- Сием Реап, Камбоджа